# Joana Biarnés i Florensa
Joana Biarnés i Florensa (Terrassa, Vallès Occidental, 13 de setembre de 1935 – ibíd., 19 de desembre de 2018) va ser una fotògrafa catalana. Fou la primera fotògrafa catalana que adoptà la carrera professional de fotoperiodista o reportera gràfica.

## Biografia
Va iniciar-se en la fotografia quan era petita i ajudava el seu pare, Joan Biarnés, fotògraf esportiu, al laboratori. Va estudiar a l'Escola de Periodisme i treballava sovint amb el pare. Cobria esdeveniments esportius i, pel fet de ser dona, va ser objecte d'una forta hostilitat. Malgrat que tenia les acreditacions necessàries per treballar com a reportera, va protagonitzar situacions absurdes, com quan un àrbitre va aturar un partit de futbol per mirar d'impedir que una dona fes fotos al camp.
L'any 1962 va fer un extens reportatge sobre les riuades a Terrassa i un altre a Barcelona per al diari Pueblo. Al cap de poc, el diari li va oferir d'anar a Madrid a treballar com a fotògrafa i ella va acceptar l'oferiment. Com a reportera gràfica s'arriscava molt per tal d'aconseguir la notícia que cercava.
Als anys seixanta va començar a cobrir també cròniques de moda de l'alta costura barcelonina, aleshores la més important del país. I després es va convertir en cronista de moda de Madrid. Al llarg de més d'una dècada com a fotògrafa de moda, va viure l'evolució transgressosra que experimentava aquest sector, que ella acompanyà amb els canvis d'estil de la fotografia de moda.
Va treballar també en molts grans esdeveniments socials de l'època, com ara el concert dels Beatles, a Barcelona, el 1965, i va retratar Salvador Dalí, Lola Flores, Sara Montiel, Roman Polanski, Orson Welles… El 1970 va casar-se a Versalles amb el periodista Jean Michel Bamberger, la seva parella. Durant anys va ser la fotògrafa del cantant Raphael, amb qui feu gires arreu. Amb l'arribada de la democràcia el diari Pueblo va tancar i ella va treballar aleshores en diverses agències fotogràfiques: Sincropress, Heliopress, Contifoto, Cosmopress. Va deixar la feina de premsa l'any 1985, en desacord amb l'estil groc que s'havia imposat a la professió. Amb el seu marit, va obrir el restaurant Ca Na Joana a Eivissa, considerat un dels millors de les Illes. En jubilar-se es va tornar a instal·lar al Vallès, concretament a Viladecavalls.

## Filmografia
També treballà com a foto fixa en diferents produccions de cinema espanyol, entre els anys 1956 i 1963. Els films en les quals va treballar són els següents:
- 1963: El mundo sigue
- 1963: José María
- 1963: Un demonio con ángel
- 1962: ¿Dónde pongo este muerto?
- 1961: ¿Pena de muerte?
- 1961: Juventud a la intemperie
- 1960: Las estrellas
- 1960: Botón de ancla
- 1959: Llama un tal Esteban
- 1959: Crimen para recién casados
- 1959: Buen viaje, Pablo
- 1959: Las locuras de Bárbara
- 1959: Tu marido nos engaña
- 1957: Cumbres luminosas
- 1956: Cuando el valle se cubra de nieve
- 1956: Escuela de periodismo

## Premis i reconeixements
La Generalitat de Catalunya li concedí la Creu de Sant Jordi el 2014.
El 2015-2016 el Museu d'Art Jaume Morera de Lleida li dedicà una exposició monogràfica, amb el títol Joana Biarnés. El rostre, l'instant i el lloc.
Dins les actuacions previstes pel Pla Nacional de Fotografia, en el marc de l' "Ampliació de la Col·lecció Nacional de Fotografia Històrica i Contemporània de Catalunya" el 2015 es van incorporar 30 fotografies de Joana Biarnés, que es conserven a la col·lecció del Museu Nacional d’Art de Catalunya.
El 2016 va rebre el premi a una "trajectòria professional" en la Nit de les Revistes i la Premsa en Català.
El setembre de 2019 es va inaugurar a Tarragona la mostra Joana Biarnés, moda a peu de carrer, una exposició amb 88 fotografies –algunes de les quals inèdites– de la primera dona fotoperiodista espanyola, i primera, també, en fotografia de moda, comissariada per Josep Casamartina i organitzada per l'Ajuntament de Tarragona i la Fundació Photographic Social Vision.
Ampliació de la Col·lecció Nacional de Fotografia Històrica i Contemporània de Catalunya

### Madrid / Moda a pie de calle

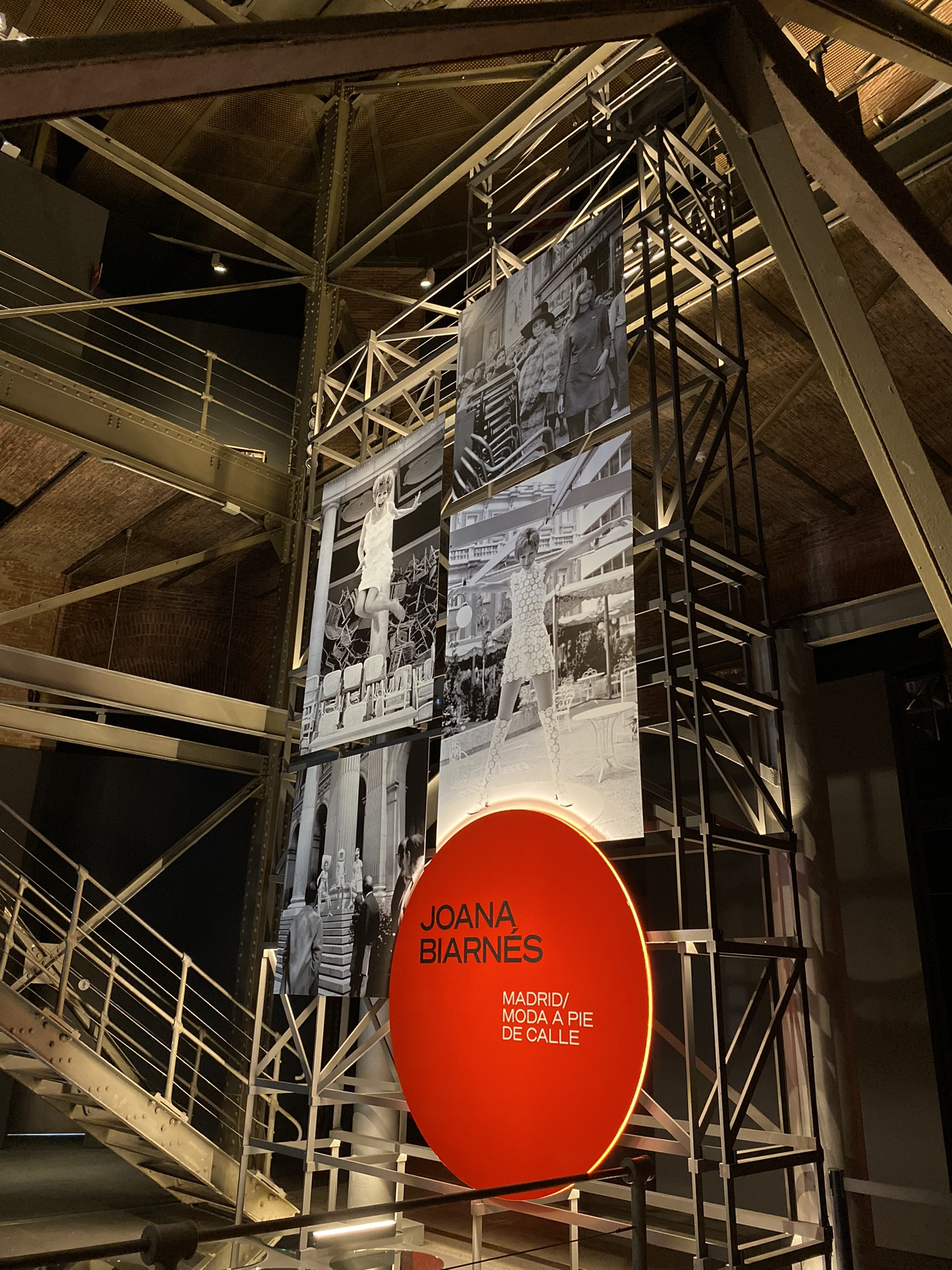
Exposició Madrid / Moda a pie de calle

Del 28 de febrer al 23 de juliol de 2023 la Sala Canal d'Isabel II, a Madrid, va acollir l'exposició Madrid / Moda a pie de calle, una presentació de les fotografies de moda de la fotoperiodista compreses entre l'any 1962 i l'any 1972.
Aquesta exposició va quedar al càrrec del comissariat de Josep Casamartina i Parassols i va ser organitzada per la Conselleria de Cultura, Turisme i Esports, Subdirecció General de Belles Arts amb la col·laboració de PhotoEspaña.
Es van revisar centenars de fotografies de la fotoperiodista que representaven una època plena de canvis socials que es van veure reflectits a la indumentària de la població. El recull de fotografies inclou imatges que mostren com van ser els anys seixanta i setanta als carrers i barris de la capital. L'atenció de la fotoperiodista per la moda va començar a Barcelona i es consolidà a Madrid. Juntament amb Rosana Ferrero, s'encarregava de l'elecció d'estilismes, models i temàtiques pel suplement semanal de Pueblo, el diari on treballava. Biarnés va tractar la fotografia de moda amb la mateixa proximitat que els altres temes que abordava: esdeveniments, esports, desastres naturals... Li agradava retratar les seves models al carrer, sense buscar la fantasia o sofisticació dels estudis fotogràfics.

##### Exposició

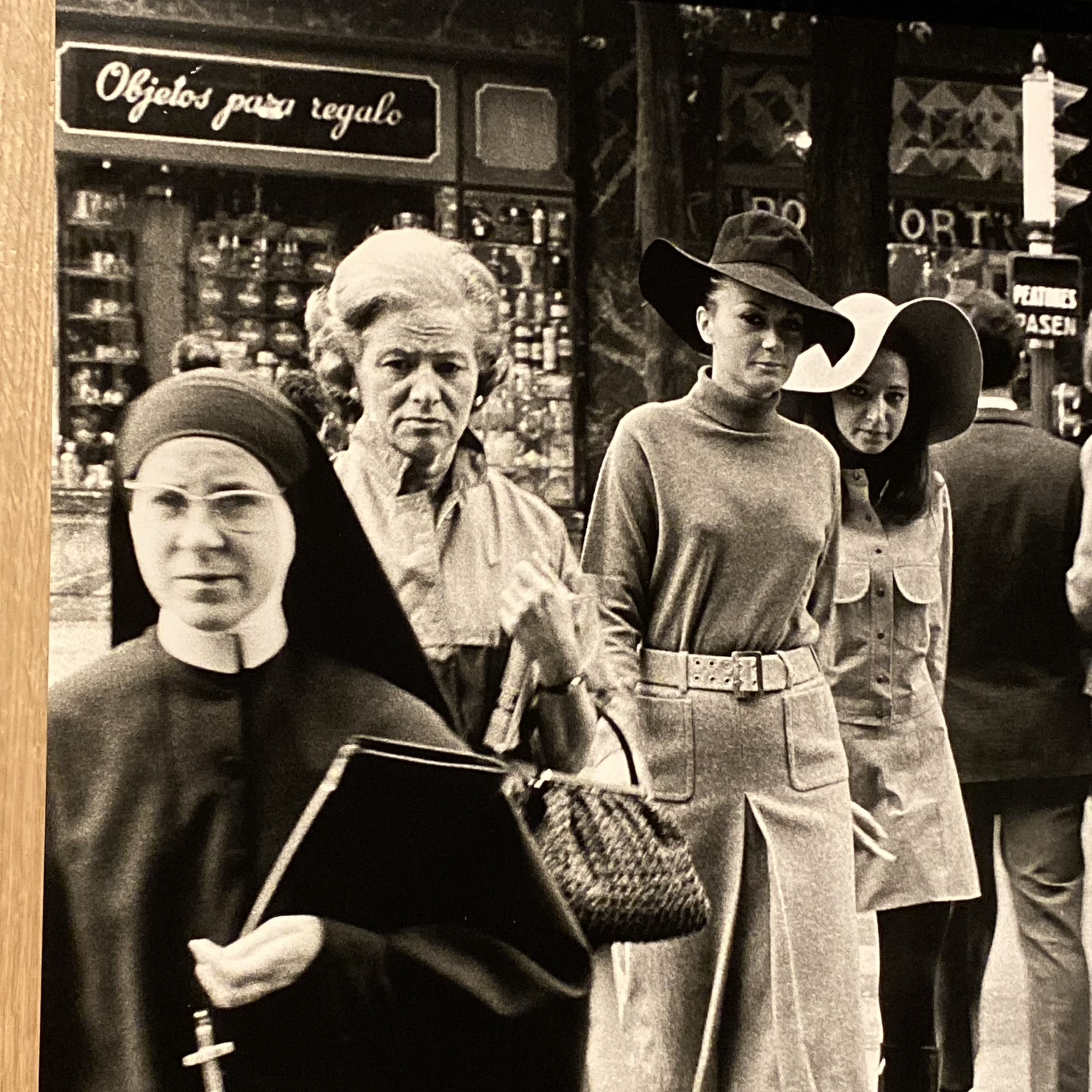
Fotografia inclosa en l'exposició Madrid / Moda a pie de calle: Maniquins a la Gran Vía, Madrid, 1967.

L'exposició s'inicia amb un recull de peces de roba de modistes amb els quals Joana Biarnés hi havia treballat: Asunción Bastida, Carmen Mir, Paco Rabanne... També un vestit op-art de Renoma, una boutique francesa de la qual Biarnés i el seu marit, Jean Michel Bamberger, foren socis. A continuació, l'exposició de fotografies agrupades per temàtica que mostren, alhora, un recorregut per una època i una mostra dels canvis en la indumentària. Les fotografies es divideixen en set capítols: Aires de costura, De la pasarela al bulevar, De Tuset a Moncho Street, Madrid-París-Londres, Trajes para una canción, ¡Viva la calle! i En busca del paraíso. En aquestes, hi observem fotografiats dissenys de modistes de renom com ara Bastida, Vargas Ochagavía, Lino Martínez, Marbel, Pedro Rodríguez, Miguel Rueda, Antonio Nieto, Juanjo Rocafort o Berhanyer.

##### Fotògrafes en acció[15]
En paral·lel a l'exposició, es va organitzar un projecte visual estructurat en un diàleg entre dues fotògrafes documentals contemporànies, Lurdes Rodríguez Basolí i Anna Fux. Aquest projecte volia prendre l'obra de Joana Biarnés com a base i va consistir en dues sessions fotogràfiques en les quals van participar les fotògrafes Estela de Castro (el 13 de juny) i Elisa Miralles (el 16 de juny).
L'entrada va ser lliure i gratuïta i les sessions es van dur a terme a l'espai d'accés de la Sala Canal d'Isabel II.
A més, la Sala Canal d'Isabel II va oferir al públic la possibilitat de fer la visita virtual Arxivat 2023-12-02 a Wayback Machine. de l'exposició.

## Publicacions
- Disparant amb el cor. Editorial Blume, 2017 (català) ISBN 9788417056094

## Documental
El desembre de 2016 es va estrenar el documental Joana Biarnés, una entre tots sobre la seva vida, el seu treball i la seva aportació a la història del periodisme gràfic a Espanya. Amb guió i direcció d'Óscar Moreno i Jordi Rovira, i realització i postproducció de Xavier Baig, el documental es va co-finançar a través d'una campanya de micromecenatge a la plataforma Verkami. Va ser coproduït per la Televisió de Catalunya, i va comptar amb el recolzament de la Diputació de Barcelona, l'Institut Català de les Dones, el Departament de Cultura de la Generalitat de Catalunya i la Fundació Photographic Social Vision.

## Beca Joana Biarnés
El 2019, la Fundació Photographic Social Vision, compromesa amb la missió de divulgar i potenciar el valor social de la fotografia documental i el fotoperiodisme, crea la Beca Joana Biarnés per a Joves Fotoperiodistes en honor de la primera dona fotoperiodista d'Espanya, i recull així el seu desig de donar suport a les noves generacions de fotoperiodistes. Dotada amb 8.000 euros, aquesta beca dota un/a autor/a o un equip per dur a terme una investigació fotoperiodística que faci visibles temàtiques i desafiaments de necessària difusió i reflexió social, i que ha de concloure en un reportatge.